# Walter J. Hollenweger
Walter Jacob Hollenweger (ur. 1 czerwca 1927 w Antwerpii, zm. 10 sierpnia 2016 w Krattingen w Szwajcarii) – szwajcarski teolog protestancki, duchowny szwajcarskiego Kościoła Reformowanego, profesor uniwersytetu w Birmingham, jeden z czołowych znawców pentekostalizmu.

## Życiorys
Początkowo był świeckim kaznodzieją zielonoświątkowym. Podjął studia teologiczne na uniwersytetach w Zurychu i Bazylei. Przyjął ordynację w Kościele reformowanym w Szwajcarii. W latach 1965–1971 był pracownikiem Światowej Rady Kościołów w Genewie, gdzie pełnił funkcję pierwszego w historii sekretarza do spraw ewangelizacji. W 1966 uzyskał stopień doktora teologii na Uniwersytecie Zurychskim. W latach 1971–1989 był profesorem misjologii na Uniwersytecie w Birmingham. Prowadzone przez niego pionierskie badania nad pentekostalizmem zyskały mu miano „ojca założyciela studiów nad pentekostalizmem” („ founding father of Pentecostal Studies”).
Jego najważniejszymi publikacjami są książki: The Pentecostals (1972) i  Pentecostalism: Origins and Developments Worldwide (1997).

## Upamiętnienie
W 2002 w Wolnym Uniwersytecie w Amsterdamie utworzono Centrum Interdyscyplinarnych Studiów nad Pentekostalizmem i Ruchami Charyzmatycznymi im. Hollenwegera (Hollenweger Centre for Interdisciplinary Studies of Pentecostalism and Charismatic Movements), które nazwano jego imieniem.